# Love Songs (Chicago)
Love Songs è un album di raccolta del gruppo musicale statunitense Chicago, pubblicato nel 2005.

## Tracce
1. You're the Inspiration
2. If You Leave Me Now (Live in 2004) (feat. Philip Bailey)
3. Hard to Say I'm Sorry/Get Away
4. Here in My Heart
5. Call on Me
6. Colour My World
7. Just You 'n' Me
8. After the Love Has Gone (Live in 2004) (feat. Bill Champlin)
9. Hard Habit to Break
10. Look Away
11. Beginnings (Edited version)
12. Happy Man
13. Will You Still Love Me?
14. No Tell Lover
15. I Don't Wanna Live Without Your Love
16. Never Been in Love Before
17. What Kind of Man Would I Be?
18. Wishing You Were Here